# 山根雅仁
山根 雅仁（やまね まさひと、1975年11月19日 - ）は、岡山県和気郡日生町出身の元プロ野球選手（投手）。

## 来歴・人物
小学校4年生の時に寒河スポーツ少年団でサイドスローの投手として野球を始めた。翌年には岡山県大会で優勝し、日生中学では三塁手を務めて県大会を制している。岡山南高では2年生の秋に肩を故障して投げられない時期があったが、3年夏の1993年に夏の甲子園にエースとして出場。岡山県大会では打者としても打率.467を記録している。本大会では初戦で高橋尚成と玉木朋孝を擁する修徳高と対戦し、0対2で敗れた。
しかしフォームの柔軟さと球のキレは高い評価を受け、大会後にはヨーロッパ遠征の日本代表に選ばれている。最速147km/hの速球とキレの良いスライダーが評価され、同年のドラフト会議で広島から1位指名を受けて入団。担当スカウトは佐伯和司、契約金と年俸はそれぞれ8,000万円、540万円（いずれも推定）だった。なお同年は希望入団枠制度が初めて導入され、球団側は当初山部太や三野勝大の指名を検討していたが合意に至らず、結果として山根が1位で指名されている。
入団後は肘の故障などもあって結果が残せずに引退。その後、同球団の育成部主任やスコアラーを経て、編成部国際業務部兼育成部ファーム管理課長として二軍に帯同しながら外国人の補強に携わっている。育成、外国人補強が評価され2018年から編成部長に就任している。

## 詳細情報

### 年度別投手成績
| 年 度     | 球 団     | 登 板 | 先 発 | 完 投 | 完 封 | 無 四 球 | 勝 利 | 敗 戦 | セ 丨 ブ | ホ 丨 ル ド | 勝 率 | 打 者 | 投 球 回 | 被 安 打 | 被 本 塁 打 | 与 四 球 | 敬 遠 | 与 死 球 | 奪 三 振 | 暴 投 | ボ 丨 ク | 失 点 | 自 責 点 | 防 御 率 | W H I P |
| --------- | --------- | ----- | ----- | ----- | ----- | -------- | ----- | ----- | -------- | ----------- | ----- | ----- | -------- | -------- | ----------- | -------- | ----- | -------- | -------- | ----- | -------- | ----- | -------- | -------- | ------- |
| 1995      | 広島      | 5     | 1     | 0     | 0     | 0        | 0     | 0     | 0        | --          | ----  | 43    | 10.1     | 9        | 4           | 5        | 0     | 1        | 6        | 0     | 0        | 6     | 6        | 5.23     | 1.35    |
| 1997      | 広島      | 3     | 0     | 0     | 0     | 0        | 0     | 1     | 0        | --          | .000  | 19    | 4.1      | 4        | 0           | 2        | 0     | 0        | 3        | 0     | 0        | 4     | 4        | 8.31     | 1.38    |
| 通算：2年 | 通算：2年 | 8     | 1     | 0     | 0     | 0        | 0     | 1     | 0        | --          | .000  | 62    | 14.2     | 13       | 4           | 7        | 0     | 1        | 9        | 0     | 0        | 10    | 10       | 6.14     | 1.36    |

### 記録
- 初登板：1995年5月3日、対ヤクルトスワローズ5回戦（明治神宮野球場）、6回裏に5番手で救援登板、2回無失点
- 初奪三振：同上、6回裏に伊東昭光から
- 初先発：1995年5月7日、対阪神タイガース6回戦（広島市民球場）、5回2失点

### 背番号
- 21 （1994年 - 1997年）
- 35 （1998年 - 1999年）